# EWR VJ 101
EWR VJ 101 là một loại máy bay tiêm kích VTOL thử nghiệm của Đức. VJ là từ viết tắt của cụm từ "Versuchsjäger", (tiếng Đức nghĩa là "Máy bay tiêm kích thử nghiệm"). Nó có thiết kế dựa trên F-104G Starfighter, nhưng đã bị hủy bỏ vào năm 1968 sau một chương trình thử nghiệm kéo dài 5 năm. VJ 101 là một trong những thiết kế máy bay V/STOL có thể đạt được vận tốc Mach 2 khi bay.

## Thiết kế và phát triển
Heinkel và Messerschmitt đã phát triển các thiết kế nhằm đáp ứng các yêu cầu về máy bay VTOL, vào năm 1959, 2 công ty cùng với Bölkow, đã tạo ra một liên doanh có tên gọi EWR, để chế tạo VJ 101 C. Mẫu máy bay mới này kết hợp các đặc tính của các thiết kế Bölkow, Heinkel và Messerschmitt trước đó vào một thiết kế kiểu dáng đẹp, tinh gọn. VJ 101 cũng giống như Bell XF-109, có các động cơ ở đầu cánh. Ngoài động cơ ở đầu cánh còn có 2 động cơ nâng khác ở thân và động cơ chính, tất cả những động cơ này giúp máy bay có thể bay lơ lửng trong không trung.

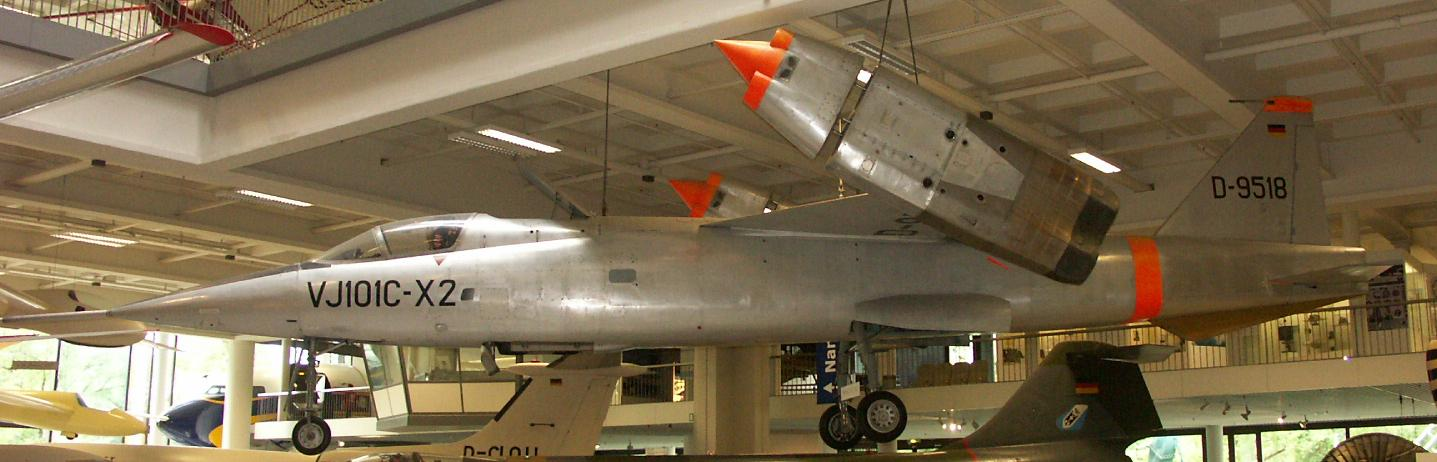

Để thử nghiệm khái niệm trên, EWR chế tạo một giàn thử nghiệm gọi là Wippe (bập bênh) vào đầu năm 1960. Các thiết bị đơn giản cùng một buồng lái thô treo trên một xà ngang với một động cơ "nâng" đặt thẳng đứng để thử nghiệm sơ bộ trục đơn của hệ thống điều khiển. Một bệ thí nghiệm được chế tạo có xương khung thân của VJ 101C với 3 động cơ Rolls-Royce RB108 đặt ở những vị trí gần đúng, chúng sẽ xuất hiện trong phiên bản cuối cùng. Các động cơ nhỏ có lực đẩy 2.100 lbf (9,3 kN) mỗi chiếc, đủ để nâng bệ thử nghiệm. Sau thử nghiệm ban đầu vào tháng 5/1961 từ một cột lồng ống, bệ thí nghiệm mới có thể "bay" tự do vào tháng 3/1962. Sau đó người ta đắp "da" cho khung thân mô phỏng, các thử nghiệm sau đó cũng thành công (điều khiển tốt trong mọi điều kiện thời tiết).
Mẫu thử thứ hai X2 có hệ thống lái tự động mới thực hiện chuyến bay thành công vào ngày 22/10/1965. Các thử nghiệm tiếp tục diễn ra với X-2. Tuy nhiên, đề án đã bị hủy bỏ vào năm 1968. Mẫu tiêm kích đánh chặn đề xuất VJ 101 D đạt vận tốc Mach 2 không được chế tạo. VJ 101 C X 2 hiện nay được trưng bay trong Bảo tàng Deutsches ở Munich.
Dù VJ 101C không được đưa vào trang bị, nhưng các đề án khác bồm Mirage IIIV, Hawker P.1154 và F-35 Lightning II đã cho thấy sự hứa hẹn của các máy bay tiêm kích VTOL.

## Tính năng kỹ chiến thuật (VJ 101C X-2)

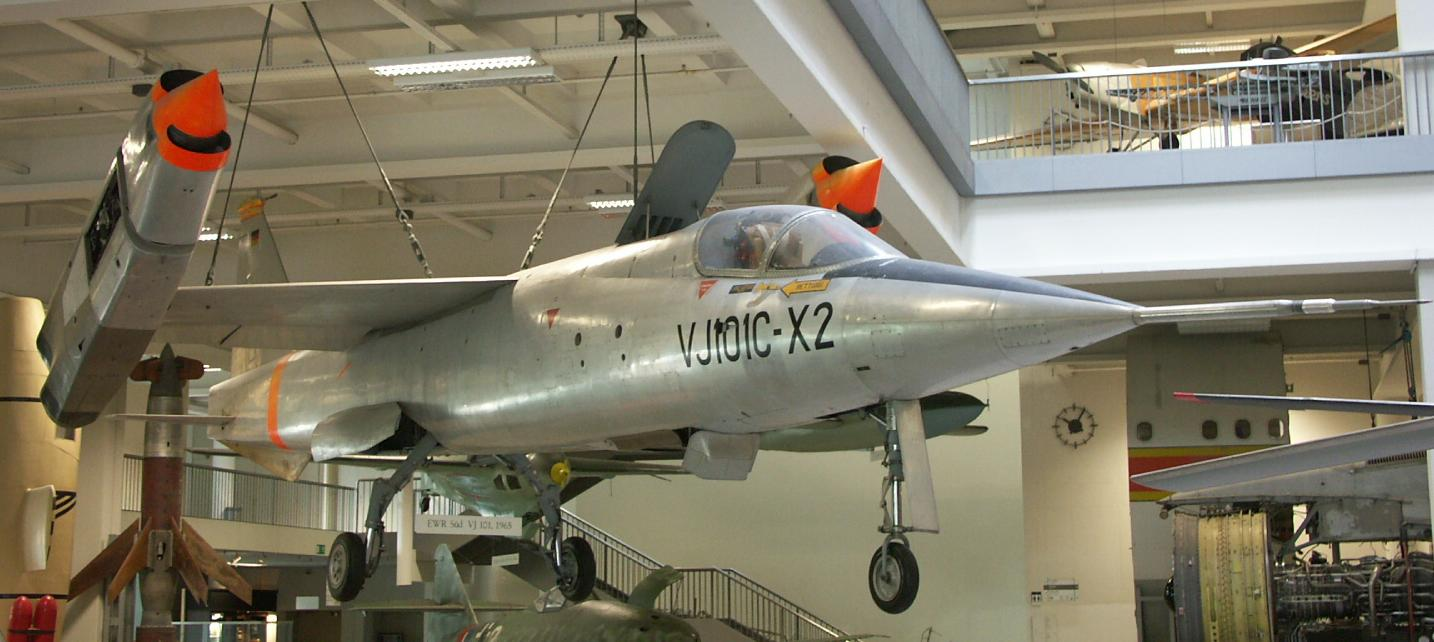

Dữ liệu lấy từ Macdonald Aircraft Handbook 

### Đặc điểm riêng
- Tổ lái: 1
- Chiều dài: 15,7 m (51 ft 6 in)
- Sải cánh: 6,61 m (21 ft 8 in)
- Chiều cao: 4,1 m (13 ft 6 in)
- Trọng lượng cất cánh tối đa: 6.100 kg (13.420 lb)
- Động cơ: 6 động cơ tuabin Rolls-Royce RB145, lực đẩy 12,2 kN (2.750 lbf) mỗi chiếc

### Hiệu suất bay
- Vận tốc cực đại: Mach 1.04

### Máy bay có tính năng tương đương
- Bell XF-109

### Danh sách khác
- Danh sách máy bay quân sự của Đức
- Danh sách máy bay thử nghiệm